# Gerry O’Sullivan
Gerry O’Sullivan (* 1. April 1936; † 5. August 1994) war ein irischer Politiker der Irish Labour Party.

## Leben
O’Sullivan, der von Beruf Arbeiter in einer Fabrik sowie Sicherheitsbeauftragter war, war zunächst in der Kommunalpolitik tätig und langjähriges Mitglied des Stadtrates von Cork (Cork City Council). Nachdem er zwischen 1986 und 1987 als Nachfolger von Dan Wallace Oberbürgermeister von Cork (Lord Mayor) war, begann er seine nationale politische Laufbahn mit einer erfolglosen Kandidatur für die Irish Labour Party bei der Unterhauswahl 1987.
Bei den Unterhauswahlen am 15. Juni 1989 wurde er mit dem besten Ergebnis der anderen Wahlkreiskandidaten zum Abgeordneten (Teachta Dála) in das Unterhaus (Dáil Éireann) und vertrat in diesem bis zu seinem Tode am 5. August 1994 den Wahlkreis Cork North-Central. Daneben wurde er bei den Kommunalwahlen am 27. Juni 1991 erneut mit dem besten Ergebnis im Stimmbezirk Cork North West zum Mitglied des Stadtrates von Cork gewählt.
Zwischen dem 14. Januar 1993 und seinem Tode war er außerdem als Staatsminister im Marineministerium für Hafenentwicklung, Sicherheit auf See und Binnenfischerei verantwortlich und gehörte damit der von Premierminister (Taoiseach) geleiteten Koalitionsregierung von Irish Labour Party und Fianna Fáil an.